# Kasteel Laarhof

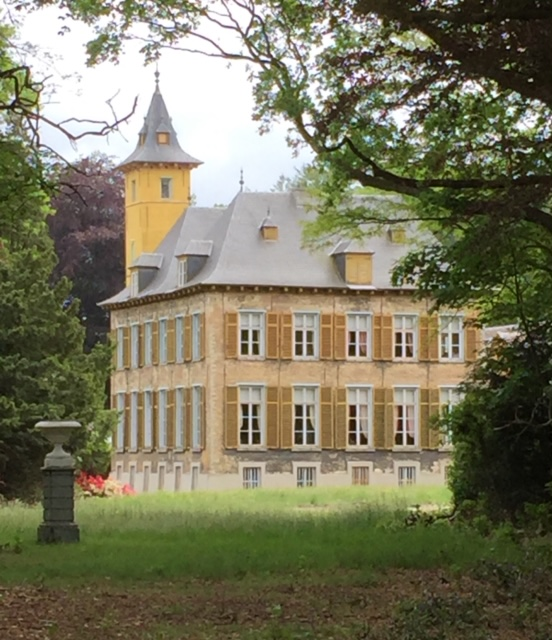
Kasteel Laarhof

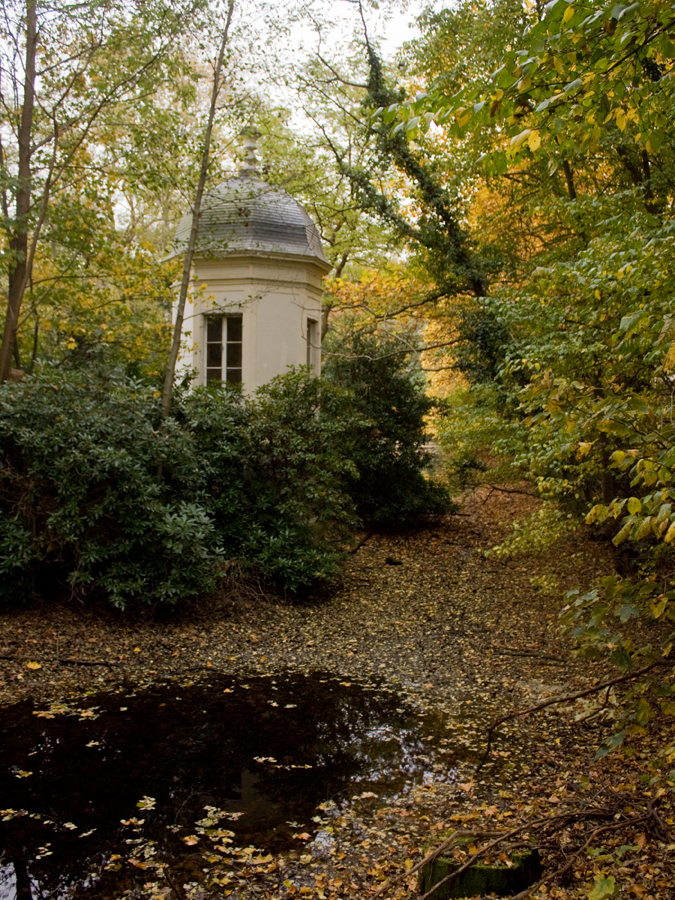
Theehuis

Het Kasteel Laarhof of Kasteel van Reet is een kasteel in de tot de Antwerpse gemeente Rumst behorende plaats Reet, gelegen aan de Rumstsestraat 13-17.
Het kasteel en bijhorend domein is privébezit.

## Geschiedenis
In 1648 kocht jonker Jacobus De Raedt de heerlijkheden Reet en Waarloos. Omstreeks 1650 liet hij een kasteel bouwen. Waarschijnlijk stond er op deze plaats al eerder een omgracht kasteeltje, wat in 1538 werd vermeld. In 1657 was sprake van een schoon nieuw opgebouwt casteel ende woonhuys met een neerhof en twee ophaalbruggen om de omgrachting over te steken.
In 1665 kwam het kasteel aan Jean Baptiste della Faille, die burgemeester was van Antwerpen. In 1692 werd het bezit van de familie Van den Branden. Cornelis van den Branden verwierf het in 1709 en hij liet het kasteel vergroten en nieuwe tuinen aanleggen, waaronder een sterrenbos. Ook beelden en triomfbogen werden geplaatst.
Vanaf 1854 werd de tuinaanleg omgevormd tot een tuin in Engelse landschapsstijl. Ook kwam er een tuinpaviljoen in neogotische stijl.

## Gebouw
Het betreft een dubbel omgracht kasteel op vrijwel vierkante plattegrond, voorzien van een slank, vierkant hoektorentje. Het interieur heeft nog elementen uit de 17e en 18e eeuw, zoals de gootsteen en een schoorsteenmantel die van omstreeks 1650 zijn. Ook is er een schoorsteenmantel in rococostijl van omstreeks 1740. In de slaapkamer is er eveneens een dergelijke schoorsteenmantel, die iets jonger is (4e kwart 18e eeuw).
Ten westen van het kasteel vindt men een wagenhuis en een stalling met een 17e eeuwse kern en aangepast in de 18e en 19e eeuw.

## Park
In het landschapspark vindt men twee triomfbogen van 1729. Er zijn twee veelhoekige paviljoentjes en een theekoepel in rococostijl van 1750, naar verluidt pas in de 19e eeuw geplaatst. Een gietijzeren paviljoen in neogotische stijl is afkomstig van de Wereldtentoonstelling van 1885 die te Antwerpen werd gehouden en omstreeks 1900 bij het kasteel werd geplaatst.
In de tuin zijn ook diverse brugjes, vazen en beelden te vinden. Vele daarvan zijn 18e-eeuws en betreffen mythologische en allegorische figuren.